# Gène de novo
Ne doit pas être confondu avec Mutation de novo.
Un gène de novo est un gène nouveau qui ne provient pas de gènes préexistants mais de l'ADN non codant. Son apparition se produit chez un individu, pas dans l'espèce entière ; il se répand ensuite sous l'effet de la sélection naturelle ou de la dérive génétique, et s'améliore sous la pression sélective. Inconnus jusqu'en 2006, les gènes de novo pourraient constituer quelques dizaines de pour cent des gènes de nombreuses espèces.

## Histoire
À la fin du xxe siècle il était admis que de nouveaux gènes ne peuvent apparaître que par la modification ou la recombinaison de gènes préexistants. En 2005, montrant que l'évolution d'un gène est d'autant plus rapide qu'il est récent, Mar Albá explique que les protéines codées par des gènes récents se prêtent plus à des améliorations que celles codées par des gènes plus anciens et ayant déjà bien profité de la pression de sélection, et suggère qu'il pourrait s'agir de gènes créés de novo. Les premiers arguments précis concernant l'apparition de gènes de novo sont publiés en 2006 et 2007, concernant des gènes de drosophiles impliqués dans la reproduction des mâles,. Les identifications de gènes de novo se sont ensuite multipliées, chez des plantes et des animaux les plus divers.

## Importance et rôle évolutif
Les gènes de novo identifiés à ce jour ont en commun de coder des protéines apportant un caractère qualitativement ou quantitativement nouveau, favorable au développement ou à la reproduction de l'espèce : production d'amidon chez l'Arabette des dames, aide à la croissance des levures, antigel du sang et des tissus du cabillaud, etc. Un avantage probable des gènes de novo, par rapport aux autres modes de formation de nouveaux gènes, est la potentialité de créer des protéines complètement différentes de l'existant.
Parmi les gènes nouveaux, la proportion de gènes de novo peut être très significative. Chez la sous-espèce de riz Oryza sativa japonica, par exemple, 175 gènes de novo sont apparus en 3,4 millions d'années, soit un peu plus de 10 % des gènes nouveaux acquis pendant la même période. Chez Homo sapiens on a identifié 60 gènes de novo, impliqués notamment dans le développement et le fonctionnement du cerveau.